# Cloreto de 4-toluenossulfonila
Cloreto de 4-toluenossulfonila (cloreto de p-toluenossulfonila, cloreto de tolueno-p-sulfonila, cloreto de tosila) é um composto orgânico com a fórmula C7H7ClO2S, fórmula linear CH3C6H4SO2Cl. Este sólido incolor e malcheiroso é um reagente largamente usado em síntese orgânica. Abrevia-se na literatura como TsCl ou TosCl, é um derivado de tolueno e contém um grupo funcional cloreto de sulfonila (-SO2Cl).